# Catedral de Sant Pere i Sant Pau
|  | Per a altres significats, vegeu «Catedral de Sant Pere i Sant Pau (desambiguació)». |

La catedral de Sant Pere i Sant Pau, o de Pere i Pau (en rus Петропавловский собор, Petropàvlovski sobor), és un temple ortodox rus situat dintre del complex de la fortalesa de Sant Pere i Sant Pau, a la ciutat de Sant Petersburg (Rússia).
La fortalesa, originàriament construïda durant el mandat de Pere I el Gran i dissenyada per Domenico Trezzini, és el primer i el més antic punt d'interès de Sant Petersburg, bastit entre 1703 i 1733 sobre l'illa de Zàiatxi, al llarg del riu Nevà. La raó més important per la qual Pere I va decidir construir la fortalesa va ser com a protecció contra un possible atac naval suec durant la Gran Guerra del Nord.

## La catedral
La catedral va rebre el nom dels sants Pere i Pau. L'edifici actual és una reconstrucció de la catedral primitiva. La primera, construïda poc temps després de la fundació de la ciutat, va ser consagrada per l'arquebisbe Íov de Nóvgorod l'abril de 1704. La catedral actual, la primera església de pedra de Sant Petersburg, va ser dissenyada per Trezzini i construïda entre 1712 i 1733. La seva agulla arriba als 123 metres d'altura, amb la figura d'un àngel a l'extrem superior. Aquest àngel és un dels símbols més importants de Sant Petersburg. Quan els restauradors estaven treballant per netejar la figura el 1997, van trobar una nota en una ampolla entre els plecs de la toga de l'àngel. A la nota, els restauradors de 1953 es disculpaven pel que ells consideraven un treball mediocre i de mala qualitat (Khrusxov volia que l'àngel fos restaurat per al 150è aniversari de la ciutat). Es diu que els operaris de 1997 van deixar una altra nota per a les futures generacions, encara que se'n desconeix el contingut.
La catedral va romandre tancada el 1919 i convertida en museu el 1924. Encara és un museu, però des de l'any 2000 s'hi celebren oficis religiosos.
La catedral conté les restes de la major part dels emperadors i emperadrius de l'Imperi Rus, des de Pere el Gran fins a Nicolau II i la seva família, que finalment hi van rebre sepultura el 1998. Dels sobirans posteriors a Pere I, només Pere II i Ivan VI no hi són enterrats (Pere II es troba a la catedral de l'Arcàngel Miquel, al Kremlin de Moscou, mentre que Ivan VI va ser executat i enterrat a la fortalesa de Schlüsselburg). La catedral posseeix un típic carilló flamenc, regal de la ciutat de Malines.
El 28 de setembre del 2006, 78 anys després de la seva mort, Maria Fiódorovna, emperadriu de Rússia, va ser enterrada a la catedral de Sant Pere i Sant Pau. Esposa del tsar Alexandre III i mare de Nicolau II (l'últim tsar rus), Maria Fiódorovna va morir el 13 d'octubre de 1928 a l'exili al seu país natal, Dinamarca, i va ser enterrada a la catedral de Roskilde d'aquest país. El 2005, els governs de Dinamarca i Rússia van acordar el retorn de les restes de l'emperadriu a Sant Petersburg, segons el seu desig de ser enterrada al costat del seu marit.
La catedral va ser l'església catedral de la ciutat fins al 1859 (quan la catedral de Sant Isaac va esdevenir la catedral de la ciutat). L'església catedral actual de Sant Petersburg és la catedral de Kazan, a l'avinguda Nevski.

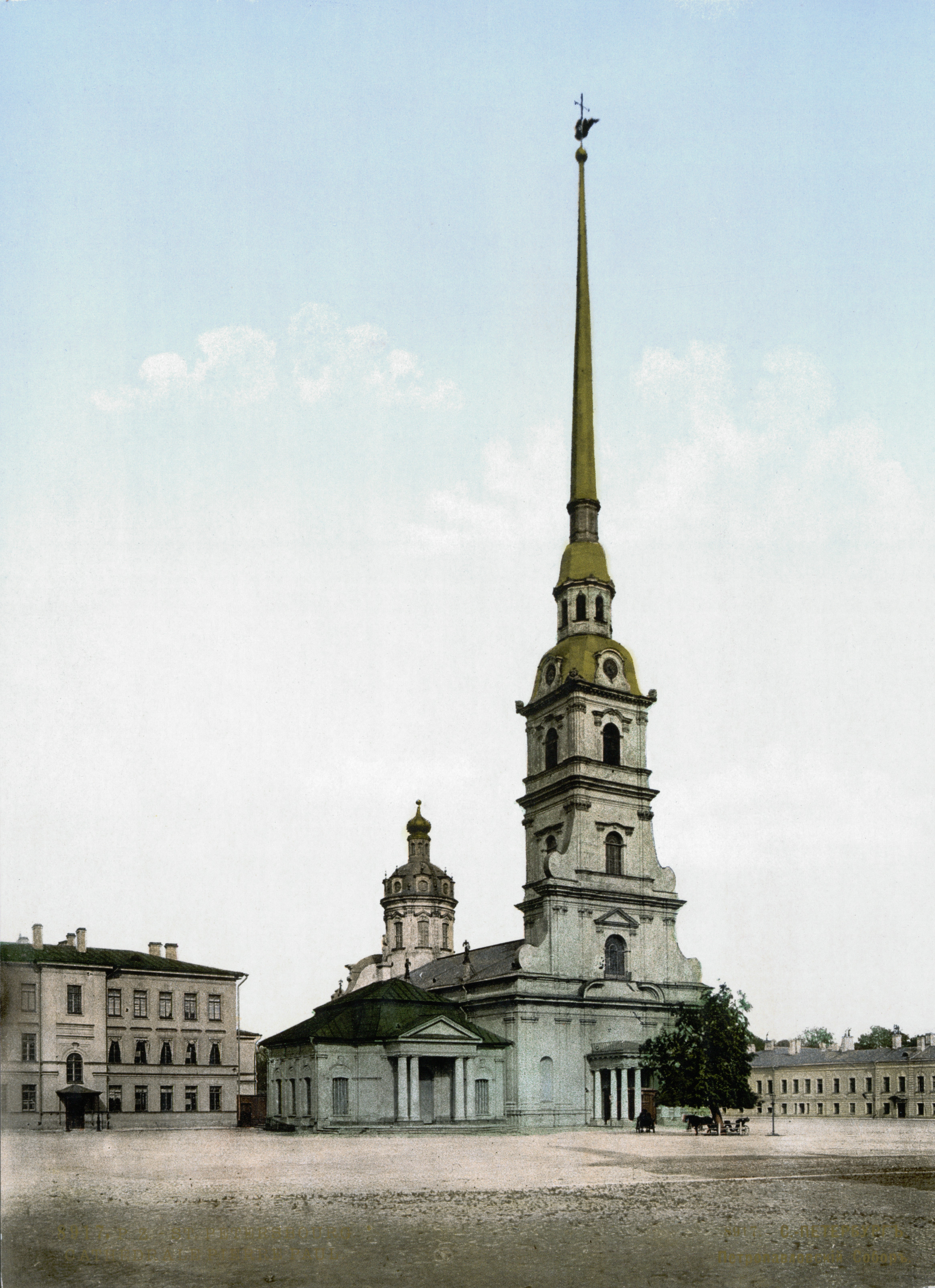
Antiga postal
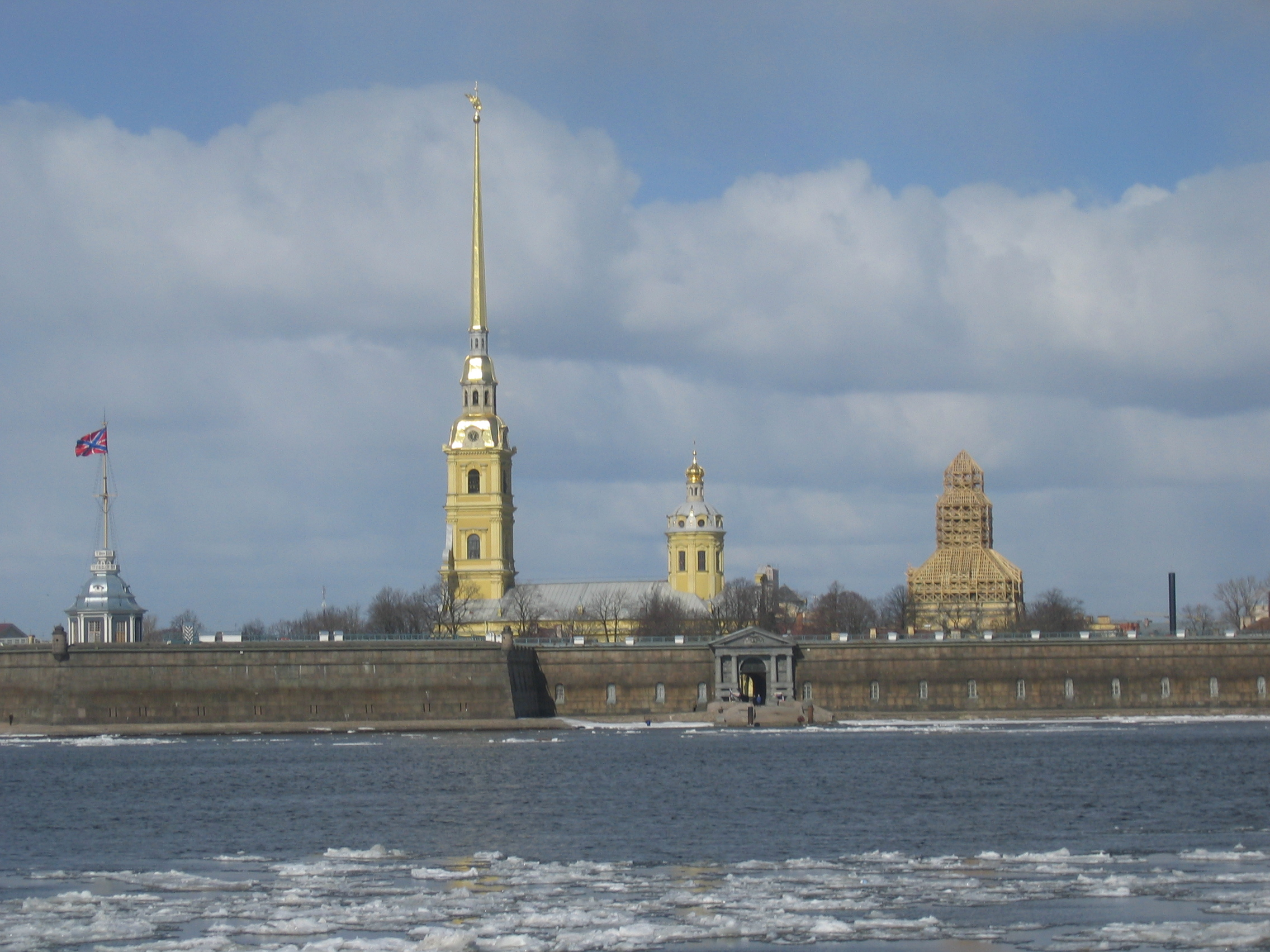
Vista des del Nevà
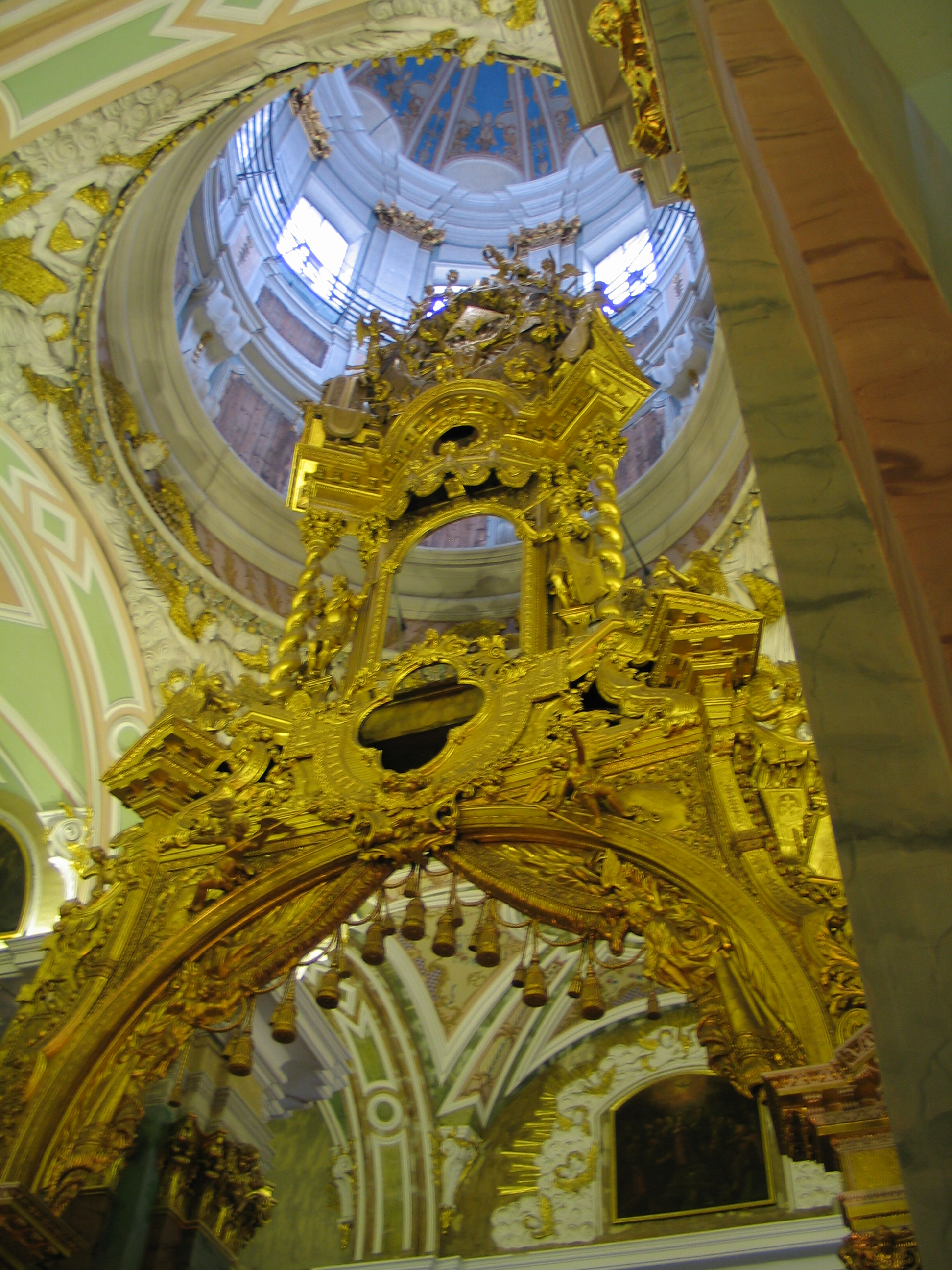
Interior
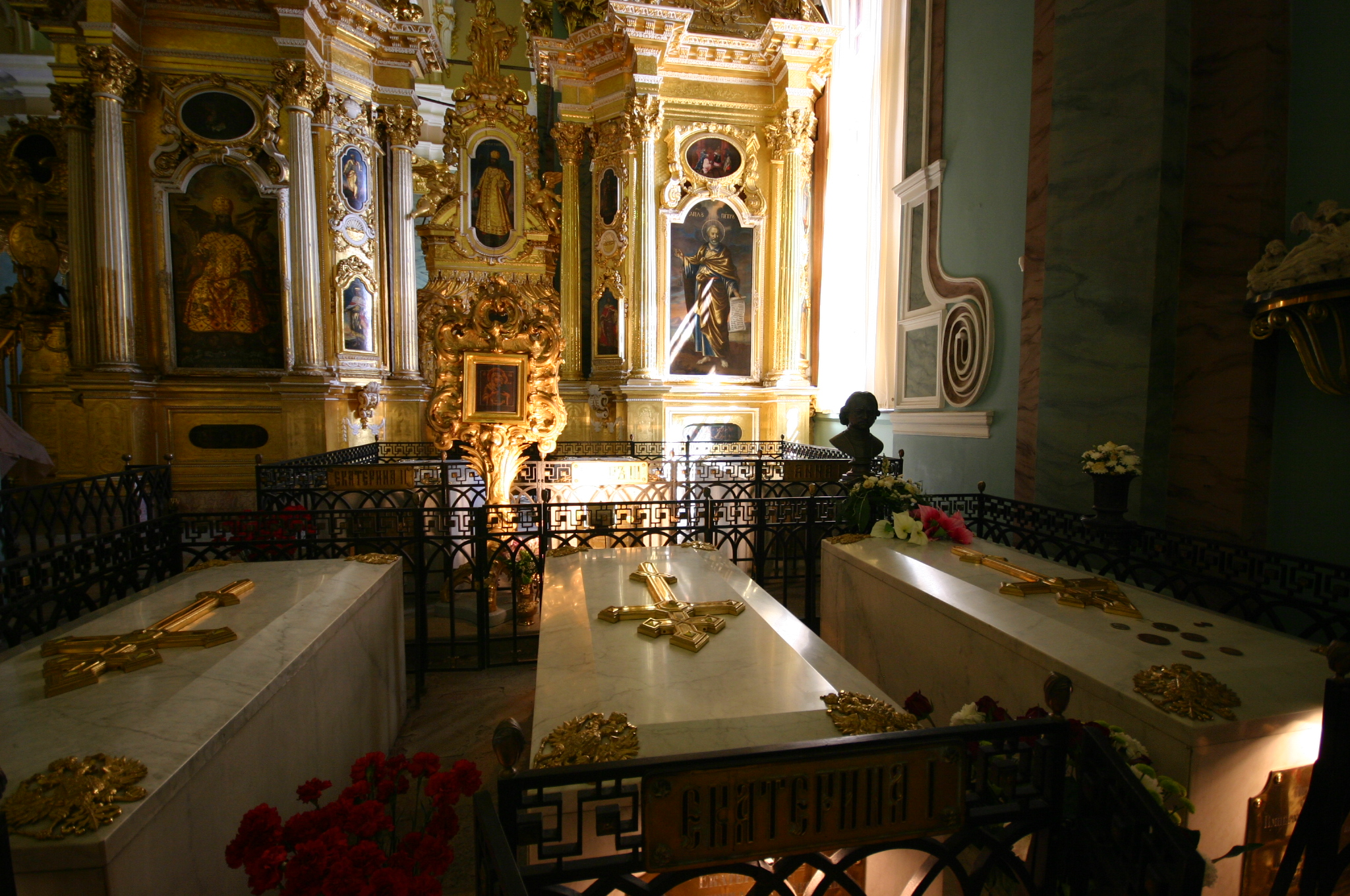
Vista parcial de la necròpoli dels tsars
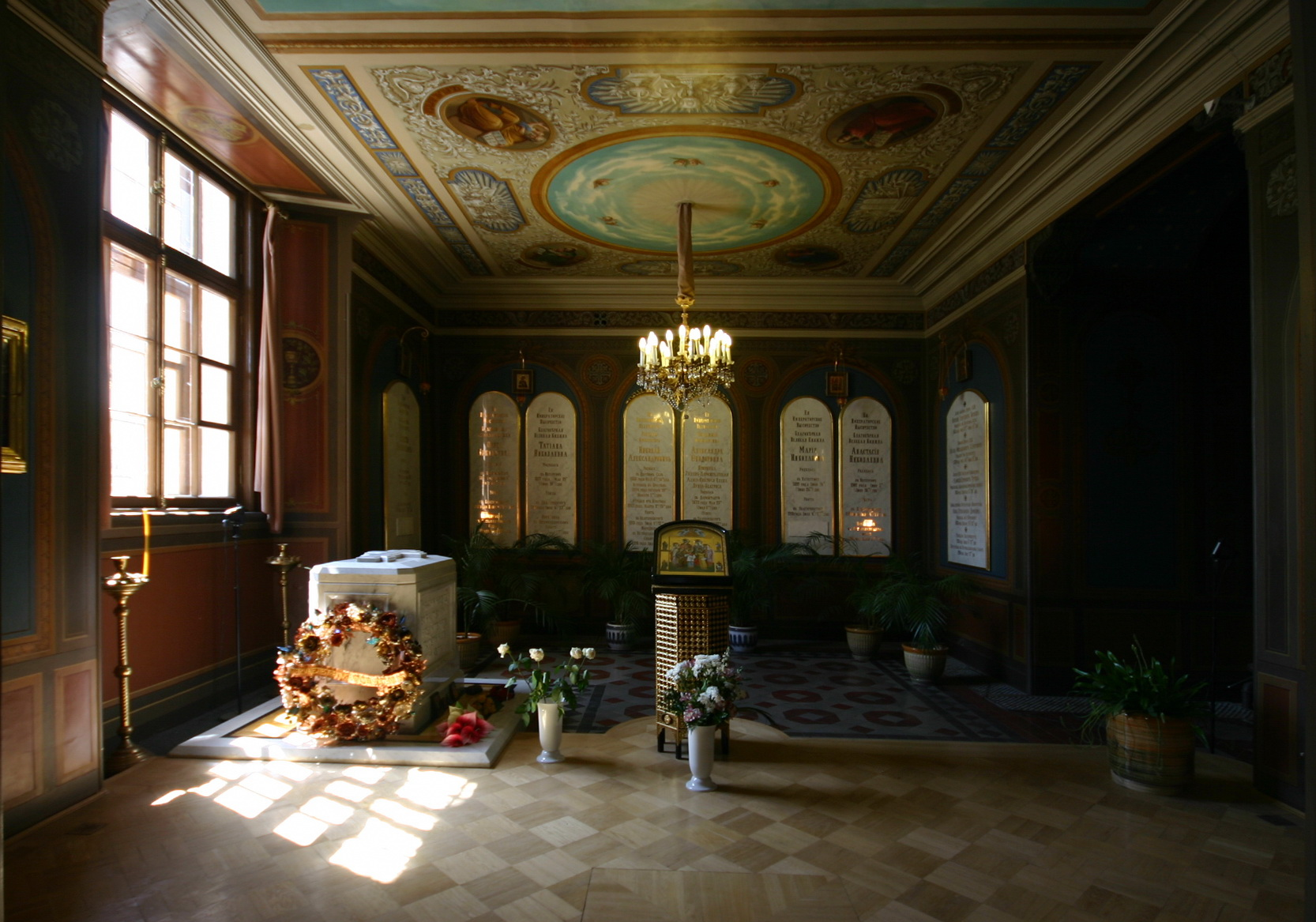
Tomba de Nicolau II i la seva família
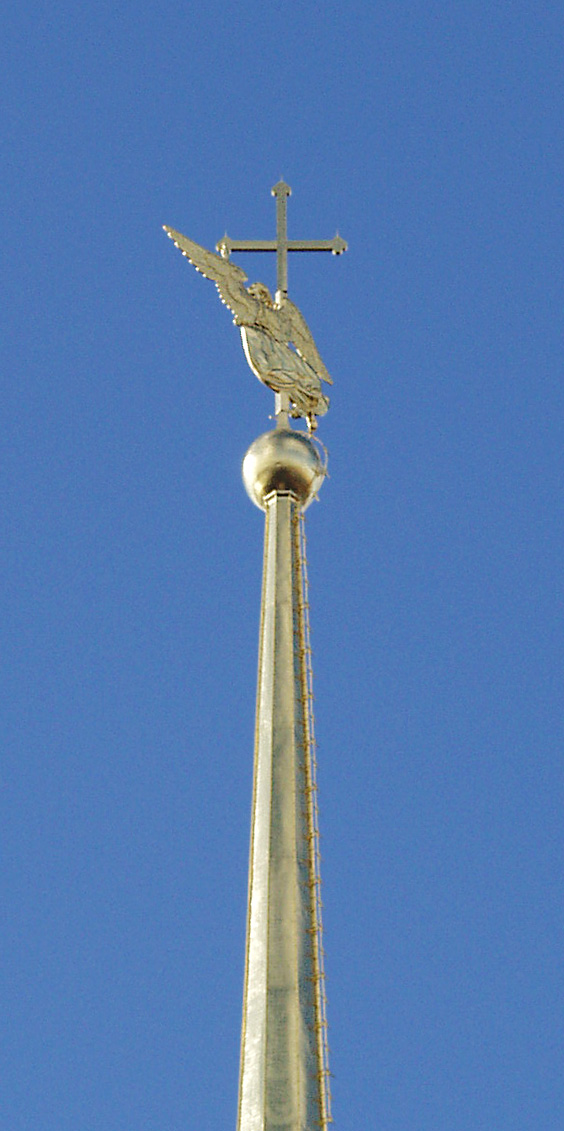
Agulla